# 日向弓弦
日向 弓弦（ひゅうが ゆづる）は、日本の官能小説家。株式会社フランス書院が2017年に主催した第19回フランス書院文庫官能大賞において特別賞を受賞しデビュー。

## 人物
官能小説家としてのデビューは、2018年3月の『シングル母娘と僕 ―ふたりであいして―』である。同作品は第19回フランス書院文庫官能大賞において特別賞に選定された『歯科衛生士・奈摘　母娘の紐帯』が改稿されたものである。
美少女ノベルゲームのシナリオライター募集広告を目にしてシナリオ執筆を練習しているうちに小説を書きたくなり、フランス書院文庫官能大賞に応募した。影響を受けた作家は、神瀬知巳や青橋由高。

## 著書

### フランス書院文庫
- シングル母娘と僕 ―ふたりであいして―（2018年3月）
- 住み込み先の美母娘 三人であいして（2018年7月）
- したくなったら来て 下宿先の美母娘と未亡人（2018年12月）
- さびしくなったら来て 子づくりマンションの美母娘と継母（2019年7月）
- もっと、ずっと、したいの【父の後妻と子づくりを】（2020年1月）

### フランス書院eブックス
- 姉が制服コスプレしてまでオレの童貞を奪おうとしているんだが（2021年11月）
- 総務部の地味子さんは実はヘンタイエロエロです（2022年3月）